# Hylomyscus
Genre
Hylomyscus est un genre africain de rongeurs de la sous-famille des Murinés.

## Liste des espèces
Ce genre comprend les espèces suivantes :
- Hylomyscus arcimontensis Carleton & Stanley, 2005
- Hylomyscus aeta (Thomas, 1911)
- Hylomyscus alleni (Waterhouse, 1838)
- Hylomyscus baeri Heim de Balsac & Aellen, 1965
- Hylomyscus carillus (Thomas, 1904)
- Hylomyscus denniae (Thomas, 1906)
- Hylomyscus grandis Eisentraut, 1969
- Hylomyscus parvus Brosset, Dubost & de Balsac, 1965 - gymnure nain
- Hylomyscus stella (Thomas, 1911)
- Hylomyscus walterverheyeni Nicolas, Wendelen, Barriere, Dudu & Colyn, 2008